# سلطان الحربي (لاعب كرة قدم مواليد 1999)
سلطان صالح الحربي (مواليد 10 نوفمبر 1999) هو لاعب كرة قدم سعودي يلعب حاليًا في نادي أحد.